# Каратальское
Каратальское (каз. Қаратал) — село в Ескельдинском районе Жетысуской области Казахстана. Административный центр Каратальского сельского округа. Находится примерно в 17 км к востоку от села Карабулак. Код КАТО — 196447100.

## Население
В 1999 году население села составляло 1808 человек (887 мужчин и 921 женщина). По данным переписи 2009 года в селе проживало 1897 человек (934 мужчины и 963 женщины).

## Известные уроженцы
- Иткис, Михаил Григорьевич (род. 1942) — советский и российский физик.